# Gabriella Aquaro
Gabriella Aquaro (Cosenza, 30 de noviembre de 1979) es una botánica, profesora, taxónoma, conservadora y exploradora italiana.
Desarrolla actividades académicas y científicas en el Museo de historia natural de Calabria y Jardín Botánico de la Universidad de Calabria, ambos de la Universidad de Calabria.

## Algunas publicaciones
- francesca Bellusci, gabriella Aquaro. 2008. Contribution to the cytotaxonomical knowledge of four species of Serapias L. (Orchidaceae). Caryologia: Internat. J.of Cytology, Cytosystematics & Cytogenetics 61 (3): 294 - 299 resumen.

- gabriella Aquaro, katia francesca Caparelli, Lorenzo Peruzzi. 2008. The genus Taraxacum (Asteraceae) in Italy. I. A systematic study of Taraxacum sect. Palustria. Phytologia Balcanica 14 (1): 61 –67

- Lorenzo Peruzzi, gabriella Aquaro, d. Gargano. 2007. Contributo alla conoscenza della flora vascolare endemica di Calabria. 2. Silene oenotriae Brullo (Caryophyllaceae). Informatore Botanico Italiano39 (2): 383-388,

- --------------------, ---------------------, ------------, k.f. Caparelli, d. Gargano. 2006. Contributo alla conoscenza della flora vascolare endemica di Calabria. 1. Centaurea poeltiana Puntillo (Asteraceae). Inform. Bot. Ital. 38 (2): 451-455.

- --------------------, ---------------------. 2005. Contribution to the cytotaxonomical knowledge of Gagea Salisb. (Liliaceae). II. Further karyological studies on Italian populations. Candollea 60 (1): 237-253.

- gabriella Aquaro, k.f. Caparelli, Lorenzo Peruzzi, Giuliano Cesca. 2005. La ricerca embriologica: un utile strumento per studi biosistematici e di biologia riproduttiva. Informatore Botanico Italiano 37 (1A): 12-13.

- --------------------, Lorenzo Peruzzi, giuliano Cesca. 2004. Numeri Cromosomici per la Flora Italiana: 1446-1454. Informatore Botanico Italiano 36 (2): 419-424.

- Lorenzo Peruzzi, gabriella Aquaro, giuliano Cesca. 2004. Distribution, Karyology and Taxonomy of Onosma helvetica subsp. lucana comb, nova (Boraginaceae) a Schizoendemic in Basilicata and Calabria (S. Italy). Phyton 44 (1): 69 - 81.

- --------------, ---------------, -------------. 2002. Conferma della presenza in Calabria di Onosma lucana Lacaita (Boraginaceae). "Atti del 97° Congresso della Società Botanica Italiana", Lecce, 23-25/09, p. 178-

### En Congresos
- gabriella Aquaro, Lorenzo Peruzzi, giuliano Cesca. 2005. Morphological, cytotaxonomical and embryological studies in the genus Taraxacum Weber (Asteraceae, Lactuceae) in Calabria (S Italy). XVII International Botanical Congress, Viena (Austria), 17-23/07.

- p. Brandmayr, g. Cesca, g. Aloise, gabriella Aquaro, e. de Rose, c. Milazzo, f. Puzzo, e. Sperone. 2004. Percorsi didattici in un museo scientifico: cosa risponde la scuola. Convegno ANMS di Primavera, Palermo, 5-8 abril.

- La abreviatura «Aquaro» se emplea para indicar a Gabriella Aquaro como autoridad en la descripción y clasificación científica de los vegetales.[3]